# 라미부딘
라미부딘(Lamivudine), 혹은 흔히 3TC라 불리는 화합물은 후천면역결핍증후군을 예방하고 치료하는 데 사용되는 항레트로바이러스제이다. 선택지가 없을 때 만성 B형 간염치료에 쓰이기도 한다. HIV-1과 HIV-2 모두에 효과가 있으며, 일반적으로 지도부딘이나 아바카비르같은 다른 항레트로바이러스제와 병용된다. 잠재적으로 HIV에 노출된 사람들에게 예방을 위해 사용할 수도 있다. 액체나 알약의 형태로 경구복용한다.
일반적인 부작용으로는 메스꺼움, 설사, 두통, 피로감, 기침 등이 있다. 심각한 부작용으로는 젖산산증, B형 간염의 악화 등이 있다. 생후 3개월 후부터 사용할 수 있으며, 임산부에게도 투여 가능하다. 라미부딘은 역전사 효소 억제제로, HIV 역전사 효소와 B형 간염바이러스의 중합효소를 차단하는 식으로 작동한다.
1995년 특허를 받았으며, 같은 해 미국에서 사용 승인을 받았다. 현재 가장 안전하고 효과적인 의약품으로 의료제도에서 필수적인 의약품 목록인 WHO 필수 의약품 목록에 등재되어 있다. 제네릭 의약품으로 사용할 수 있다. 2014년을 기준으로, 개발도상국에서의 도매가는 1일 복용량에 0.06달러 정도이다. 2015년을 기준으로, 미국에서 한달치 라미부딘을 구입하기 위해서는 200달러 이상을 지불해야 한다.

## 용법
HIV/AIDS 치료에도 사용되며, 이보다 낮은 용량으로 만성 B형 간염을 치료하는데 사용된다. E-항원 양성 B형 간염의 혈청전환 및 간의 조직적 병증을 개선할 수 있다. 라미부딘을 장기간 사용할 경우 저항성 B형 간염 바이러스(YMDD) 돌연변이가 나타날 수 있으나, 그럼에도 불구하고 널리 사용된다.

### 저항성
HIV의 경우, 역전사 효소 유전자의 M184V/I 돌연변이가 나타날 경우 저항성이 발생한다는 사실이 에모리 대학교 연구팀에 의해 알려졌다. 글락소스미스클라인은 M184V 돌연변이가 "바이러스 적합성"을 감소시킨다고 주장했는데, 이는 라미부딘을 투여할 경우 돌연변이성 HIV 바이러스 농도가 감소한 상태로 부하가 발생하는 반면, 투여를 멈출 시 M184V 돌연변이가 빠르게 사라지며 바이러스 농도가 급격히 증가하는 현상에서 유추한 것이다. 글락소스미스클라인사는 따라서 높은 수준의 저항성이 나타나더라도 라미부딘 투여를 이어갈 것을 권고했다. 한편 COLATE 연구는 라미부딘 저항성을 가진 환자들에게 라미부딘 치료를 계속하는 것은 이득이 없다고 주장한다.
B형 간염의 경우,에서 라미부딘 저항성은 B형 간염 바이러스(HBV) 역전사 효소 유전자의 YMDD(티로신-메티오닌-아스파르트산-아스파르트산) 좌위에서 처음 발견되었다. HBV 역전사 효소 유전자는 344개의 아미노산으로 구성되어 있으며, 바이러스 유전자의 349~692 코돈에 위치한다. YMDD에 가장 자주 나타나는 돌연변이는 M204V/I/S이다. 아미노산 서열이 YMDD에서 YIDD로 바뀌면 역전사 효소의 오류율이 3.2배 감소하여, 바이러스의 성공적 복제율을 높인다. 이외에 라미부딘 저항성을 부여하는 돌연변이로는 L80V/I, V173L, L180M이 있다.

## 부작용
1. 경미한 부작용으로는 메스꺼움, 피로, 두통, 설사, 기침, 코막힘 등이 있을 수 있다.
2. 엠트리시타빈을 복용하는 환자에게 라미부딘/지도부딘, 아바카비르/라미부딘, 또는 아바카비르/라미부딘/지도부딘을 처방하지 마시오.
3. 라미부딘 장기 복용은 저항성 B형 간염 바이러스 돌연변이를 일으킬 수 있다.
4. 라미부딘을 복용 중인 HIV 또는 HBV에 감염된 여성들은 모유 수유를 중단하라는 경고를 받는다. 이는 아기에게 HIV 전염과 약물 부작용의 위험이 있기 때문이다.
5. HIV와 HCV에 감염되어 인터페론과 라미부딘을 복용하고 있는 환자는 간 손상을 경험할 수 있다.
6. 라미부딘은 기회주의적 감염에 대한 염증 반응을 일으킬 수 있다. (예: 조형결핵균 복합체 (MAC), 세균성 폐결핵, 거대세포 바이러스 (CMV), 폐포자충)
7. 자가면역장애가 보고되었으며, 항 레트로 바이러스 요법을 시작한 지 수 개월 후에 증상이 나타날 수 있다.
8. 신장 기능이 손상된 환자의 경우 주의하여 사용해야 하며 간 기능이 손상된 환자에게 이 치료를 처방하지 마시오.

## 기전
라미부딘은 시티딘의 유사체이다. 라미부딘은 HIV 역전사효소 (유형 1,2)와 B형 간염 바이러스 역전사효소를 모두 억제할 수 있다. 라미부딘은 바이러스 DNA와의 결합과 경쟁하는 활성 대사물로 인산화된다. 그들은 경쟁적으로 HIV 역전사효소 관련 효소를 억제하고, DNA 합성의 연쇄를 중단한다. 추가된 뉴클레오사이드 유사체에서 3'-OH기의 부재는 DNA 사슬 연장에 필수적인 5'에서 3' 방향 인산 다이에스터 결합의 형성을 방지한다. 따라서 바이러스 DNA 성장은 종료된다.
라미부딘은 입으로 투여되며, 80% 이상의 생체 이용성으로 빠르게 흡수된다. 일부 연구는 라미부딘이 뇌-혈관 장벽을 넘을 수 있다고 제안한다. 라미부딘은 종종 지도부딘과 함께 처방되며, 이때 시너지 효과가 높다. 라미부딘은 치료 이전에 저항성 HIV의 지도부딘 민감성을 회복시키는 것으로 나타났다. 라미부딘은 생쥐와 쥐를 대상으로 한 생체 내 연구에서 사람에 사용된 용량의 10배에서 58배 사이의 용량으로 발암성 또는 돌연변이 유발의 증거를 보여주지 않았다.
성인의 경우 5~7시간의 반감기를 가지고, HIV에 감염된 아동의 경우 2시간의 반감기를 가진다.

## 역사
캐나다의 약리학자인 버나드 벨러우가 발견했다. 라미부딘은 1995년 11월 17일 미국 식품의약국(FDA)으로부터 지도부딘(AZT)과 병용 허가를 받았으며, 2002년에는 하루 1회 복용하는 약물로 재승인되었다.

## 제형
- Epivir 정제 (GlaxoSmithKline; 미국과 영국) HIV치료용
- Epivir-HBV 정제(GlaxoSmithKline; 미국 단독) B형간염 치료용
- Zeffix 정제(GlaxoSmithKline; 영국 단독) B형간염 치료용
- 3TC 정제(GlaxoSmithKline; 남아프리카공화국) HIV치료용
- 라미부딘(Lamivudine)은 다음의 HIV 약물과 고정 용량 복합제제로 사용할 수 있다:
  - 라미부딘/지도부딘 (지도부딘(zidovudine)함유)
  - 아바카비르/라미부딘 (아바카비르(abacavir)함유)
  - 아바카비르/라미부딘/지도부딘 (지도부딘(zidovudine)과 아바카비르(abacavir)함유)